# 提笔忘字
提笔忘字，或稱执筆忘字、失寫症，指在书写文字时遗忘文字的写法或拼法。极少书写文字、文字知识不牢固或者自然老化、老年痴呆都可能引起提笔忘字。社會上普遍出現提筆忘字的現象被一些媒體稱為「漢字危機」，隨着各種漢字書寫競賽、考試的舉辦，「漢字危機」問題正逐漸被社會各界重視。

## 历史
提笔忘字并不是近年才有的现象，而是一个延续千年的现象，早在电脑发明以前就存在了。
自先秦时代以来，就有文人、学者不时忘记字的写法，只好用同音字代替，这些字保留在古籍裡，成为通假字或讹字，这反映了中国古代就存在提笔忘字现象、写字不标准的事实。
另外，中国在近代以前文盲极多，不会写字是一种比提笔忘字更严重的问题。
在古代，毛笔一直都是人们书写的主要工具，当钢笔出现后，社会同样产生过“毛笔危机”的说法。但现在，毛笔作为日常书写工具已被淘汰，无人再提此事。
而在現代，數碼產品迅速普及使許多人不再需要手寫漢字，長此以往，導致「用進廢退」，漢字文化圈內越來越多人提筆忘字。原本「失寫症」是指腦部受損所引起的書寫能力受損或喪失，但如今，許多正常人也有「失寫」的症狀。

## 输入法的影响

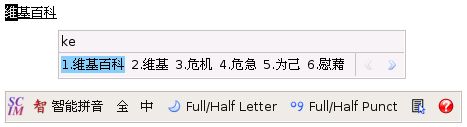
使用汉语拼音输入法输入汉字。

汉字是音、义、形的统一体，使用拼音输入法时先输入汉字的「音」（汉语拼音、注音符號或粵語拼音等），输入法便会列出有关的字，然后用户根据自己的要表达的「义」选择应对的「形」，这个过程中计算机帮助完成了写字的最后两个步骤。但久而久之，使用者会弱化对汉字“形”的记忆，导致“提笔忘字”，這種現象稱為「电脑失写症」，提筆忘字的人也被稱作「新文盲」。
然而也认为，拼音输入为大多数人学会打字和加快信息的传播贡献巨大，不应将“提笔忘字”归罪于拼音输入法。

## 其他观点
汉字现在已经从古代的精英掌握时期进入当下的全民造字时代，比如“囧”字的流行，曾经火星文的风靡一时都是网络自发推广起来的。这充分说明了汉字强大的生命力，在时代的潮流下，它可以自我更新，对于拼音化输入也只是它适应时代的表现，无须大惊小怪。

## 調查
- 2006年，CCTV东方时空的一项调查显示：提笔写字时，48％的受调查者“ 偶尔觉得很费劲”，28％的人表示“经常觉得很费劲”。[11]
- 哥德堡大学的一份關於日本擴張新字體的學士論文指出，2011年6月末至7月中旬對東京學藝大學的51名日本大學生進行調查時，有31人寫不出、13人寫錯的字，會寫的8人中5人以擴張新字體作答，3人寫出標準字體；有17人填不出、17人寫錯的字。[12]
- 2012年，有媒体与腾讯微博进行了一次网络随机投票调查，结果显示，91%以上的网友曾出现过提笔忘字的情况。[7]
- 2013年，CCTV的《中国汉字听写大会》某次节目中，“癞蛤蟆”一词难倒了成人体验团中的七成人，“熨帖”一词的书写正确率仅10%。据某民意调查机构对中国12城市进行的“中国人书法”系列调查显示，94.1%的人曾提笔忘字，其中26.8%的人经常提笔忘字。[13]

## 应对
为了应对汉字书写水平下降，中华人民共和国国家语委将推出针对中小学的中小学汉字书写等级测试，但分析指出这会导致学生负担加重。应该从改进学校的教学内容和方法着手。
2013年，中國大陸河南卫视的《汉字英雄》和CCTV的《中国汉字听写大会》兩檔漢字聽寫競賽吸引了不少電視觀眾的眼球，收視率相當高，並掀起了關於漢字文化傳承的輿論波瀾。在此背景下，專家建議應該多辦類似的節目，強化手寫漢字的意識。在歐美，與漢字書寫比賽類似的英語拼字比賽，如美國始於1952年的全美拼字比赛，早已成為傳統。

## 观点
语言学家郝铭鉴認為，提筆忘字是對漢字缺少敬畏感。對於「漢字危機」引起熱議，武汉大学文学院教授王统尚認為“人们开始意识到‘汉字危机’，这是好现象”，並建議開設專門課程，提高人民的漢字書寫能力。
不过，北京大学中文系教授、中国语文现代化学会会长苏培成指出，文字只是记录语言的符号，文字自然有自己的发展规律，提笔忘字并不值得大惊小怪，人类语言文字本来就不断的演变，变得更便于使用，汉文化中，汉语才是“身”，汉字只是“衣”。更有學者認為“文字是用来传播信息的，如果一种文字是因为它书写的复杂性而被珍视，那它本身就是落后的。”
也有一些网民认为，提笔忘字是针对某些汉字的书写而言，只是某些字的书写能力的下降，并不等同于“不识字”；在手机、电脑等输入方式盛行的时代，某些汉字书写能力的退化和今天很多中国人不会写传统毛笔书法其实性质是差不多的。

## 外部連結
- . 北京科技报.   [2009-12-08]. （原始内容存档于2009-11-26） （中文（中国大陆））.
- . 台灣立報.   [2013-09-08]. （原始内容存档于2016-10-18） （中文（臺灣））.
- . AFP.   [2013-08-30]. （原始内容存档于2013-05-02） （日语）.